# Bahnstromversorgung in Norwegen
Die Bahnstromversorgung in Norwegen für die elektrische Zugförderung beruht wie in Deutschland, Österreich und der Schweiz überwiegend auf Einphasenwechselstrom von 15 kV und 16 2⁄3 Hertz. Allerdings gibt es Unterschiede bei der Stromversorgung.
Nahezu die gesamte Energie hierfür wird über Umformer aus dem öffentlichen Drehstromnetz entnommen. Es gibt nur zwei Kraftwerke, die Bahnstrom liefern. Das Kraftwerk Kjofossen speist den erzeugten Bahnstrom direkt in die Oberleitung, während das Wasserkraftwerk Hakavik ein mit 55 kV betriebenes Bahnstromnetz, welches fünf Unterwerke speist, versorgt. In zwei dieser Unterwerke befinden sich zusätzlich noch Bahnstromumformer.
Früher erzeugte das Wasserkraftwerk Nygard Bahnstrom für die von Kiruna herkommende Erzbahn. Die einstige Bahnstromleitung nach Schweden dient heute als 15-kV-Speiseleitung für die Oberleitung.

## Das Bahnstromnetz
Vom Wasserkraftwerk Hakavik gehen zwei einphasige 55-kV-Leitungen ab: eine zum Unterwerk Sande und eine zum Schaltwerk Sundhaugen. Vom Schaltwerk Sundhaugen führt eine 55-kV-Bahnstromleitung über die Unterwerke Skollenberg und Noragutu nach Neslandsvatn. Eine andere 55-kV-Leitung führt zum Unterwerk Asker, wobei sie nördlich von Foss bis zum Umspannwerk Ulvenen auf den Masten von Drehstromleitungen mitgenommen wird und die Drehstrom-Umspannwerke Mjondalen, Langum und Lierbyen passiert. Im Abschnitt vom Umspannwerk Ulvenen bis kurz vor Asker läuft sie auf eigenen Masten und der Rest bis zum teilweise unter der Erde gelegenen Unterwerk Asker ist erdverkabelt.

## Kraftwerke
| Name                      | Stadt            | Leistung | Jahr der Inbetriebnahme | Koordinaten                       |
| ------------------------- | ---------------- | -------- | ----------------------- | --------------------------------- |
| Wasserkraftwerk Hakavik   | Øvre Eiker       | 7 MW     | 1922                    | 59° 37′ 29,0″ N, 009° 57′ 13,0″ O |
| Wasserkraftwerk Kjofossen | Sogn og Fjordane | 3,5 MW   | 194?                    | 60° 44′ 49,0″ N, 007° 08′ 05,0″ O |

## Unterwerke, die aus dem 55-kV-Netz gespeist werden
| Ort          | Koordinaten |
| ------------ | --- |
| Asker        | 59° 49′ 48,0″ N, 010° 25′ 46,0″ O |
| Neslandsvatn | 58° 58′ 32,0″ N, 009° 09′ 11,0″ O |
| Nordagutu    | 59° 25′ 08,0″ N, 009° 19′ 19,0″ O |
| Sande        | 59° 35′ 01,0″ N, 010° 12′ 55,0″ O, östlich des Kreuzungspunkts der 55 kV-Leitung der Bahnlinie bei 59° 34′ 51,0″ N, 010° 12′ 26,0″ O |
| Skollenberg  | 59° 37′ 21,0″ N, 009° 41′ 32,0″ O |

## Schaltwerke
| Ort        | Koordinaten                       |
| ---------- | --------------------------------- |
| Sundhaugen | 59° 41′ 51,0″ N, 009° 50′ 30,0″ O |

## Dezentrale Umformerwerke
In Norwegen wird fast die gesamte Elektroenergie für mit 15 kV, 16 2⁄3 Hertz betriebene Bahnen mittels dezentraler Umformerwerke bereitgestellt. Meistens sind diese Umformer, um einen schnellen Ersatz zu ermöglichen, auf Eisenbahnwagen montiert, die in Hallengebäuden entlang der Bahnlinie stehen. Manche dieser Umformerwerke befinden sich in blind endenden Tunneln, wie zum Beispiel in Holmia und Hønefoss.